# Gnophos sprongeri
Gnophos sprongeri là một loài bướm đêm trong họ Geometridae.